# Long Đức, Vĩnh Long
Long Đức là một phường thuộc tỉnh Vĩnh Long, Việt Nam.

## Địa lý
Phường Long Đức có vị trí địa lý:
- Phía đông giáp phường Hòa Thuận.
- Phía tây giáp xã Nhị Long và Bình Phú.
- Phía nam giáp phường Trà Vinh và Nguyệt Hóa.
- Phía bắc giáp xã Thành Thới và Hương Mỹ, ranh giới là Sông Cổ Chiên.

Phường Long Đức có diện tích 40,62 km², dân số năm 2025 là 33.662 người, mật độ dân số đạt 828 người/km².

### Địa hình
Xã Long Đức có địa hình tương đối phẳng, thấp, hướng dốc không rõ rệt; bị chia cắt bởi hệ thống mương rạch, ruộng vườn, đất dân cư sinh sống, đất nuôi trồng cây ăn trái, thủy sản,...
Cao độ nền thay đổi với độ cao từ 0,5 đến 1,2m; cao độ mặt đường giao thông, đê trung bình từ +2 đến + 2,5m. Chưa có hiện tượng ngập úng, đôi lúc thoát nước chậm, ngập cục bộ và điểm nhỏ và sẽ thoát nhanh theo tự nhiên.

### Khí hậu
Xã Long Đức chịu ảnh hưởng chung của khí hậu tỉnh Trà Vinh và vùng ĐBSCL với 2 mùa mưa nắng rõ rệt trong năm, mùa mưa từ tháng 5 đến tháng 11, mùa khô từ tháng 12 năm trước đến tháng 4 năm sau.
Nhiệt độ tương đối cao và ổn định, trung bình 26,8 °C biên độ dao động giữa các ngày và tháng không lớn; Nhiệt độ trung bình tháng cao nhất 28,5 °C (tháng 4), nhiệt độ trung bình tháng thấp nhất 25 °C (tháng 1), nhiệt độ cao nhất tuyệt đối 380C, nhiệt độ thấp nhất tuyệt đối 16,2 °C.
Nắng và bức xạ mặt trời: số giờ nắng trong năm cao khoảng 2.236-2.877 giờ/năm, trung bình 7,3 giờ/năm. Tổng lượng bức xạ trung bình ngày đạt mức 385 – 448 cal/cm²/ngày, tập trung từ 8 giờ đến 4h chiều trong ngày.
Mưa và lượng bốc hơi: tổng lượng mưa hàng năm khoảng 1.600 mm, cao nhất 1.875 mm và thấp nhất 1.200 mm, có 90% lượng mưa tập trung từ tháng 5 đến tháng 11, các tháng còn lại chiếm 10% đặc biệt tháng 2,3 hầu như không có mưa; Lượng bốc hơn biến thiên từ 48 mm vào tháng 7 đến 111 mm vào tháng 3; Lương bốc hơi cao nhất vào mùa khô từ tháng 12 năm trước đến tháng 4 năm sau.
Do nằm vị trí gần biển Đông nên thành phố Trà Vinh (xã Long Đức) bị chi phối bởi nhiều hệ thống gió mùa, đặc biệt là gió Tây Nam, Đông Bắc và Đông Nam; Gió mùa Tây Nam thổi từ tháng 5 đến tháng 10 mang nhiều hơi nước và gây mưa, tốc độ khoảng 3–4 m/s; Gió mùa Đông Bắc hoặc gió mùa Đông Nam thổi từ tháng 11 đến tháng 3 năm sau, tốc độ 2–3 m/s, đặc biệt gió Đông Nam (gió chướng) tốc độ 14–16 m/s là nguyên nhân dẩy nước biển dâng cao lấn sâu vào nội đồng mang theo hàm lượng muối đáng kể gây ảnh hưởng đến năng suất cây trồng.
Xã Long Đức nằm trong vùng khí hậu khô, độ ẩm trung bình 82% độ ẩm cao nhất 90% ở các tháng mùa mưa và thấp nhất 75% vào các tháng mùa khô.

### Thủy văn
Xã Long Đức với hệ thống kênh mương, sông ngòi đan xen nhiều, phân bổ không đồng đều trên địa bàn và chịu ảnh hưởng của chế độ bán nhật triều biển Đông; tiếp giáp với sông Cổ Chiên là 1 trong 3 nhánh lớn của sông Tiền với chiều dài khoảng 11 km chiều rộng 1,5–2 km, chiều sâu từ 3–6m hướng dòng chảy từ Tây Bắc xuống Đông Nam. Xã Long Đức có một phần sông Long Bình, góp phần vào vận tải, vận chuyển, tiêu thoát nước của thành phố Trà Vinh.
Do ảnh hưởng của chế độ bán nhật triều biển Đông, thành phố Trà Vinh (xã Long Đức) mỗi ngày có 2 lần triều lên, 2 lần triều xuống trong 1 tháng có 2 lần triều cường và 2 lần triều kém, đỉnh triểu dao động trung bình từ 0,6m đến 1,52m.

### Tài nguyên đất
Tổng diện tích tư nhiên của xã Long Đức 3.906,23 ha (theo số liệu kiểm kê đất đai đến tháng 12/2018), trong đó diện tích đất nông nghiệp là 2.043,84 ha chiếm tỷ lệ 52,32 % diện tích tự nhiên toàn xã đây là tiềm năng phát triển cho xã Long Đức về du lịch, phát triển đô thị,... còn lại đất phi nông nghiệp là 1,862.39 ha chiếm tỷ lệ 47,68 % diện tích tự nhiên toàn xã. Xã Long Đức với 2 nhóm đất chính là đất phù sa (chiếm khoảng 60%) và đất phèn tiềm tàng (chiếm khoảng 40%).

## Hành chính
Xã Long Đức được chia thành 12 ấp: Sa Bình, Long Đại, Vĩnh Hội, Huệ Sanh, Phú Hòa, Hòa Hữu, Rạch Bèo, Kinh Lớn, Công Thiện Hùng, Vĩnh Yên, Vĩnh Hưng, Long Trị.

## Lịch sử
Ngày 11 tháng 3 năm 1977, Hội đồng Chính phủ ban hành Quyết định số 59-CP về việc sáp nhập xã Long Đức thuộc huyện Châu Thành Đông vừa giải thể về thị xã Trà Vinh quản lý.
Ngày 4 tháng 3 năm 2010, Chính phủ ban hành Nghị quyết số 11/NQ-CP về việc thành lập thành phố Trà Vinh thuộc tỉnh Trà Vinh. Xã Long Đức trực thuộc thành phố Trà Vinh.
Ngày 16 tháng 6 năm 2025, Ủy ban Thường vụ Quốc hội ban hành Nghị quyết số 1687/NQ-UBTVQH15 về việc sắp xếp các đơn vị hành chính cấp xã của tỉnh Vĩnh Long năm 2025. Theo đó, sắp xếp toàn bộ diện tích tự nhiên, quy mô dân số của Phường 4 và xã Long Đức thành phường mới có tên gọi là phường Long Đức.
Sau khi sáp nhập, phường Long Đức có 40,62 km² diện tích tự nhiên và dân số 33.662 người.

## Kinh tế - xã hội
Tổng giá trị ước đạt năm 2018 là 3.024,08 tỷ đồng, tăng 14,28%, đạt 102% so với Nghị quyết trong đó (giá trị công nghiệp - tiểu thủ công nghiệp và xây dựng ước đạt 2.120,61 tỷ đồng (+ 231,21 tỷ đồng), chiếm tỷ trọng 70,12% đạt 100,31% so với Nghị quyết; dịch vụ thương mại ước đạt 516,53 tỷ đồng (+67,23 tỷ đồng), chiếm tỷ trọng 17,08%, đạt 101,55% so với Nghị quyết; nông nghiệp - thủy sản ước đạt 386,94 tỷ đồng (+56,74 tỷ đồng), chiếm tỷ trọng 12,8%, đạt 100,86% so với Nghị quyết.

### Công nghiệp, tiểu thủ công nghiệp và xây dựng
Tổng giá trị ước đạt 2.120,61 tỷ đồng, toàn xã hiện có 146 cơ sở, Công ty, Doanh nghiệp (trong đó có 93 Công ty, Doanh nghiệp) với 12.895 lao động, tập trung các ngành hàng như: xây dựng, sản xuất hóa chất, dây điện, vật tư ngành in, may mặc, giày da, vật liệu xây dựng, than gáo dừa, xay xát lúa,... nhìn chung, các đơn vị duy trì hoạt động mang lại hiệu quả.

### Dịch vụ thương mại
Tổng giá trị ước đạt 516,53 tỷ đồng, hoạt động thương mại dịch vụ tiếp tục phát triển khá, đáp ứng nhu cầu sản xuất và tiêu dùng, toàn xã có 961 cơ sở sản xuất kinh doanh cá thể, các dịch vụ ăn uống, giải khát, nhà nghỉ nhà trọ, dịch vụ internet,...

### Nông nghiệp - thủy sản
Tổng giá trị ước đạt 386,94 tỷ đồng:
- Sản xuất nông nghiệp: nông dân thu hoạch 729 ha lúa mùa, đông xuân hè thu, năng suất bình quân 4,8 tấn/ha, tổng sản lượng các vụ lúa khoảng 3.672,5 tấn (-1.088,15 tấn so với năm 2017 do giảm diện tích), tổng giá trị 22,035 tỷ đồng. Lập mới 79,9 ha, cải tạo 16,4 ha đất vườn, hiện nay toàn xã có 1.394,3 ha diện đất vườn chủ yếu là trồng dừa, bưởi, xoài, thanh long,... cây màu: tổng diện tích trồng màu 34 ha, luân phiên xuống giống khoảng 87,6 ha rau màu các loại. Thu hoạch 340.000 chậu hoa kiểng tết các loại (+ 52.000 chậu so với năm 2017), giá bán bình quân 40.000 đồng/chậu hoa, quy thành tiền 13,6 tỷ đồng, lợi nhuận 8,5 tỷ đồng; xuống giống 95.000 chậu hoa các loại phục vụ Tết nguyên đán 2019.
- Chăn nuôi: toàn xã có 1.546 hộ chăn nuôi với 151.875 gia súc, gia cầm; tiêm phòng 1.198 con gia súc, gia cầm; tiêu độc xác trùng chuồng trại với diện tích 505.441 m² (6.007 lượt hộ); phối hợp kiểm tra 14 trường hợp chăn nuôi Heo gây ô nhiễm môi trường ấp Phú Hòa, Sa Bình, Kinh Lớn, Công Thiện Hùng, nghiệm thu 38/38 hộ xây dựng hầm Biogas.
- Thủy sản: toàn xã có 86 tàu (+02 tàu) hoạt động đánh bắt thủy hải sản và thu hoạch nội đồng, tổng sản lượng ước đạt 2.287,5 tấn tôm cá các loại.[5]

### Giáo dục
Hiện nay xã có 9/9 trường học có cơ sở vật chất và trang thiết bị đạt chuẩn Quốc gia; có 5 trường đạt chuẩn quốc gia mức độ 1 (Trường THCS Trần Phú, tiểu học Kim Đồng, Trần Văn Ẩn, Lê Anh Xuân, Trường MG Sen Hồng).

### Chợ
Toàn xã có 3 điểm chợ Sóc Ruộng, Ba Trường, chợ Khu Công nghiệp ấp Vĩnh Yên, trong đó chợ Khu Công nghiệp ấp Vĩnh Yên được xây dựng hoàn thành và đưa vào hoạt động trong năm 2017, kinh phí 13 tỷ đồng.

### Thông tin truyền thông
Xã có 01 điểm Bưu điện văn hóa xã tại ấp Vĩnh Yên đáp ứng 02 dịch vụ Bưu chính và viển thông.
Có đường truyền internet đến 12/12 ấp, đáp ứng nhu cầu cập nhật thông tin liên lạc trong xã.
Phối hợp nâng cấp Trạm truyền thanh xã với 24 đầu thu và 48 loa phóng thanh đến các ấp, đảm bảo hoạt động thường xuyên đúng theo quy định, kinh phí thực hiện 350 triệu đồng.
Trong công tác quản lý và điều hành xã có ứng dụng công nghệ thông tin; Các bộ phận chuyên môn của xã đều có bố trí máy vi tính, thực hiện nhận và gửi văn bản điều hành qua mạng internet. Hiện xã có 33 máy vi tính/23 cán bộ, công chức.

## Giao thông
Đến nay 35/35 km đường từ trung tâm xã đến thành phố và đường trục xã được nhựa hóa đạt tỷ lệ 100%.
Đường liên ấp, trục ấp tổng chiều dài 25 km (khi lập đề án), thực hiện cứng hóa 28,85 km (mở mới 3,85 km) đạt tỷ lệ 115,41%, tăng 14,12 km so với trước khi lập đề án. Đảm bảo ô tô đi lại thuận tiện quanh năm.
Đường ngõ xóm có 42,65/55 km tuyến đường ngõ, xóm được cứng hóa đạt tỷ lệ 77,5%. Còn 12,35/55 km đường ngõ xóm chưa được cứng hóa đảm bảo không lầy lội vào mùa mưa.
Đường trục chính nội đồng tổng chiều dài 48 km, thực hiện kiên cố hóa được 39 km (đạt tỷ lệ 81,25%) xe cơ giới đi lại được, còn lại 11 km mùa mưa còn đi lại khó khăn (hiện chuẩn bị thực hiện kiên cố hóa 7 km).
Hiện trên địa bàn xã có 35 km đường liên xã, 28,85 km đường liên ấp. Trong đó có 34 km đường liên xã và liên ấp có hệ thống đèn chiếu sáng chiếm tỷ lệ 53,2% (đường 30/4, Trần Thành Đại, Nguyễn Tấn Liềng, Vũ Đình Liệu, Trương Văn Kỉnh, Trần Văn Ẩn, Võ Văn Kiệt, Phạm Ngũ Lão, Bùi Hữu Nghĩa).

## Hình ảnh

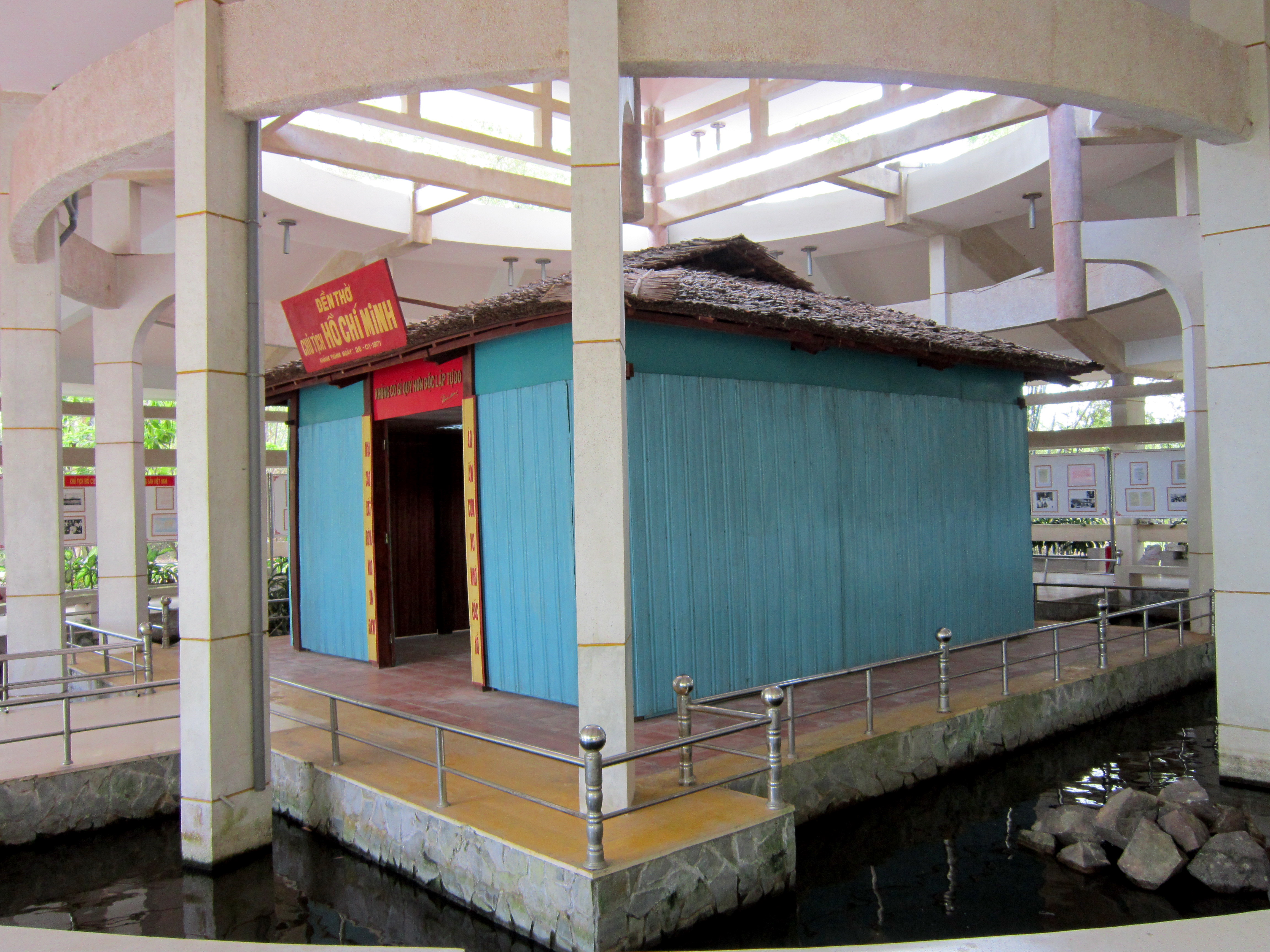
Đền thờ Chủ tịch Hồ Chí Minh ở Long Đức
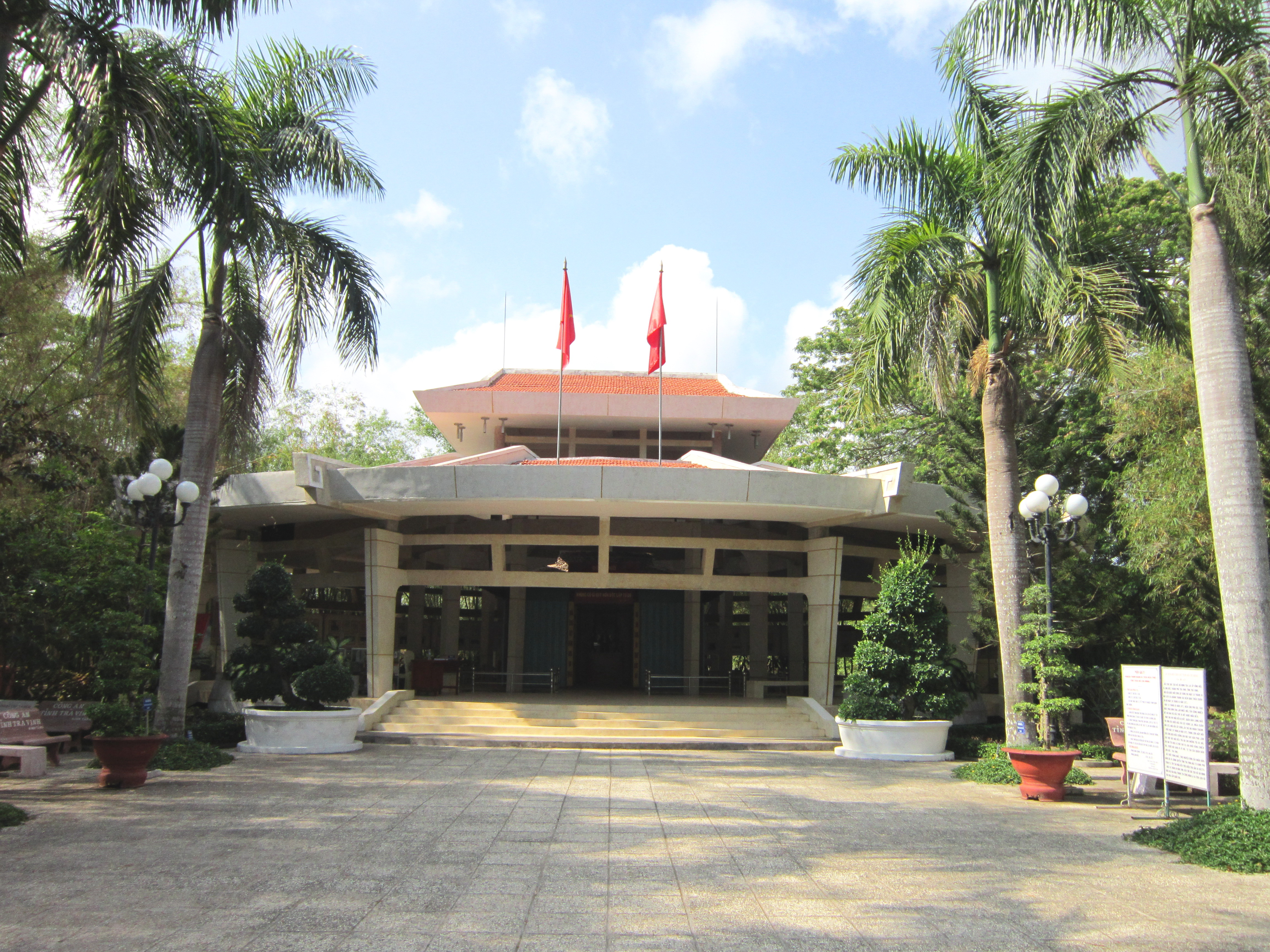
Tòa nhà được xây dựng sau 1975 để bao bọc và gìn giữ đền thờ
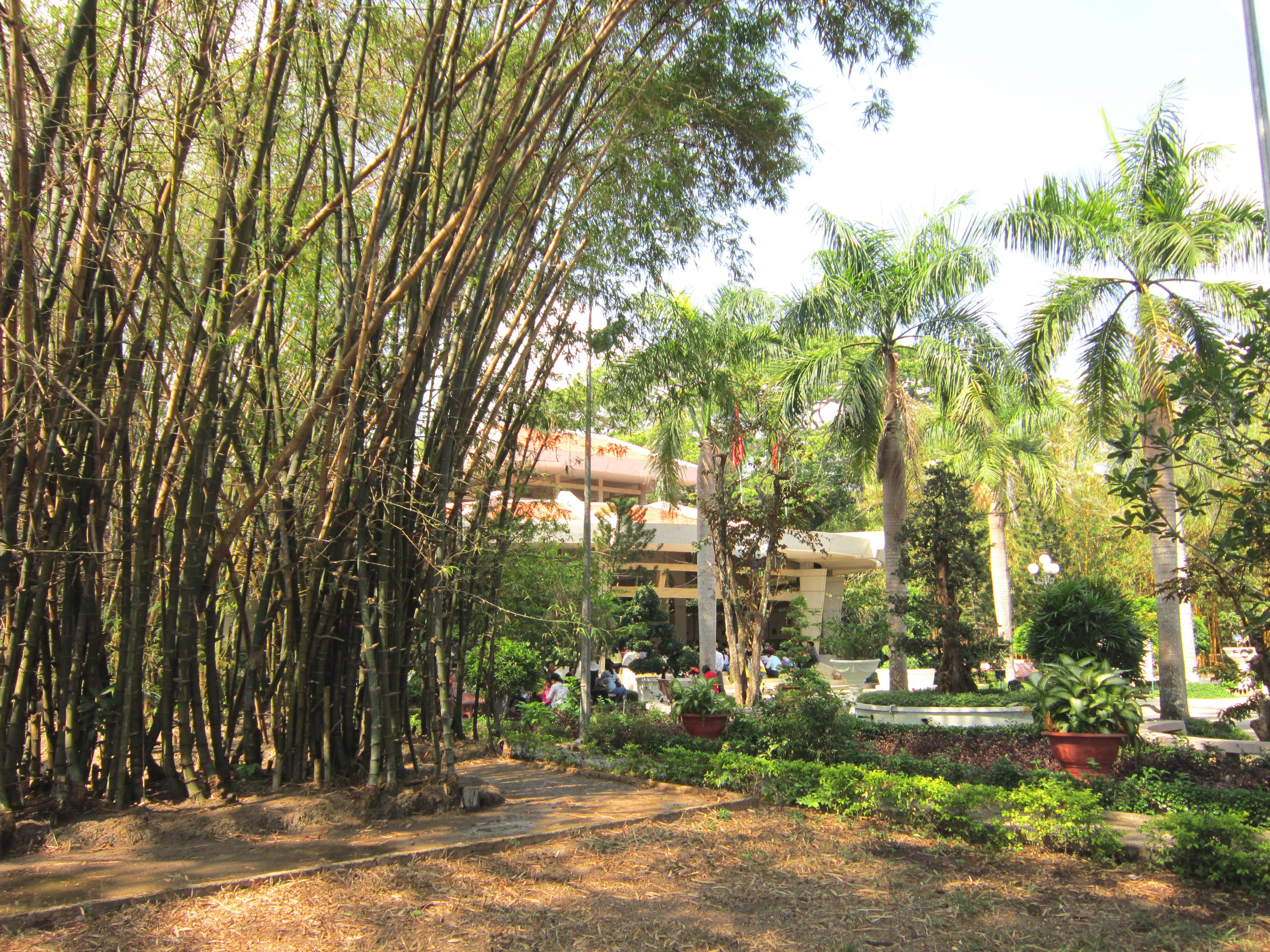
Một trong số các bụi tre được trồng trước năm 1975, để che chở cho đền thờ.
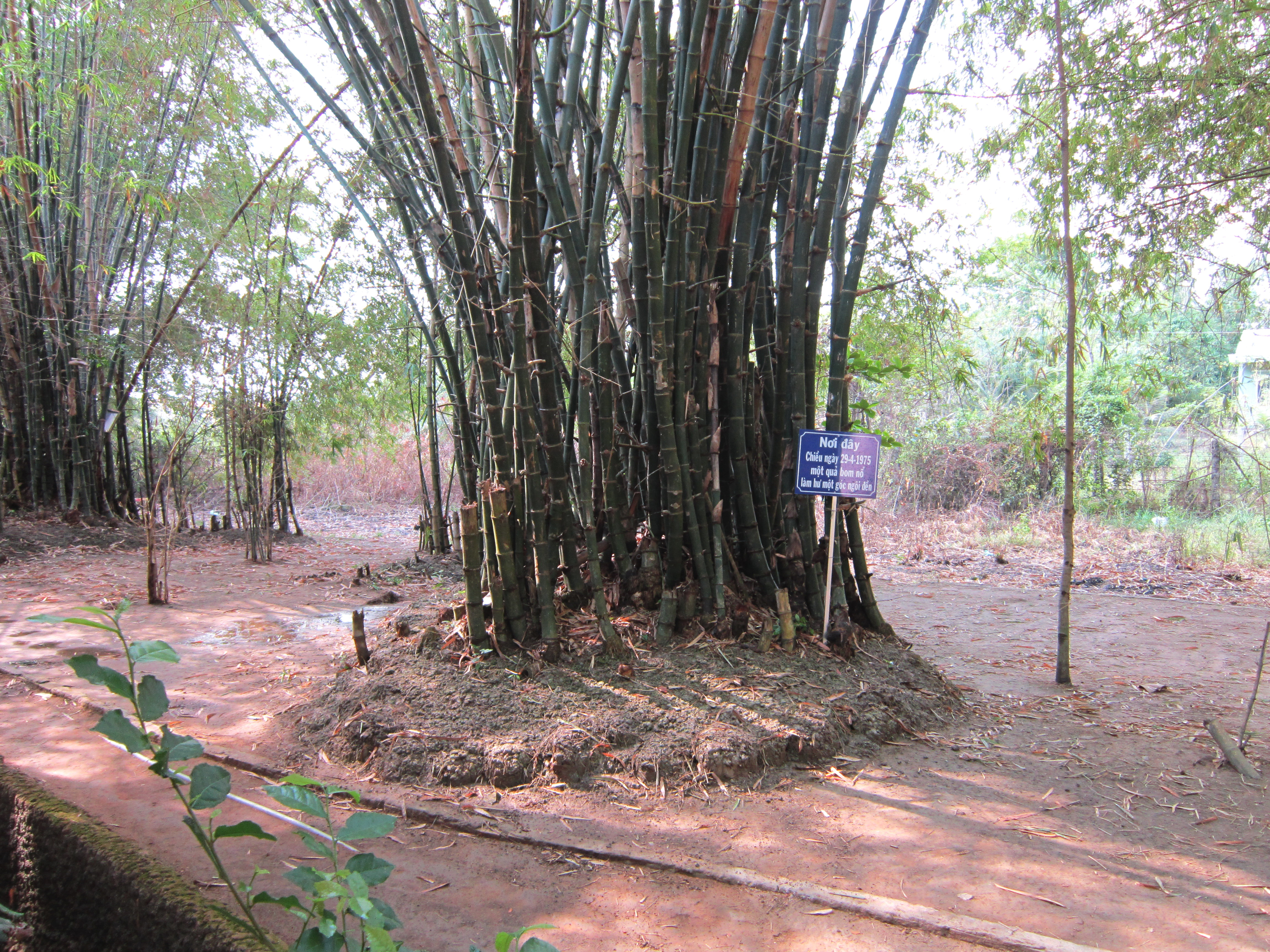
Ngày 29 tháng 4 năm 1975, một quả bom nổ tại bụi tre này làm hư hỏng một phần đền thờ.
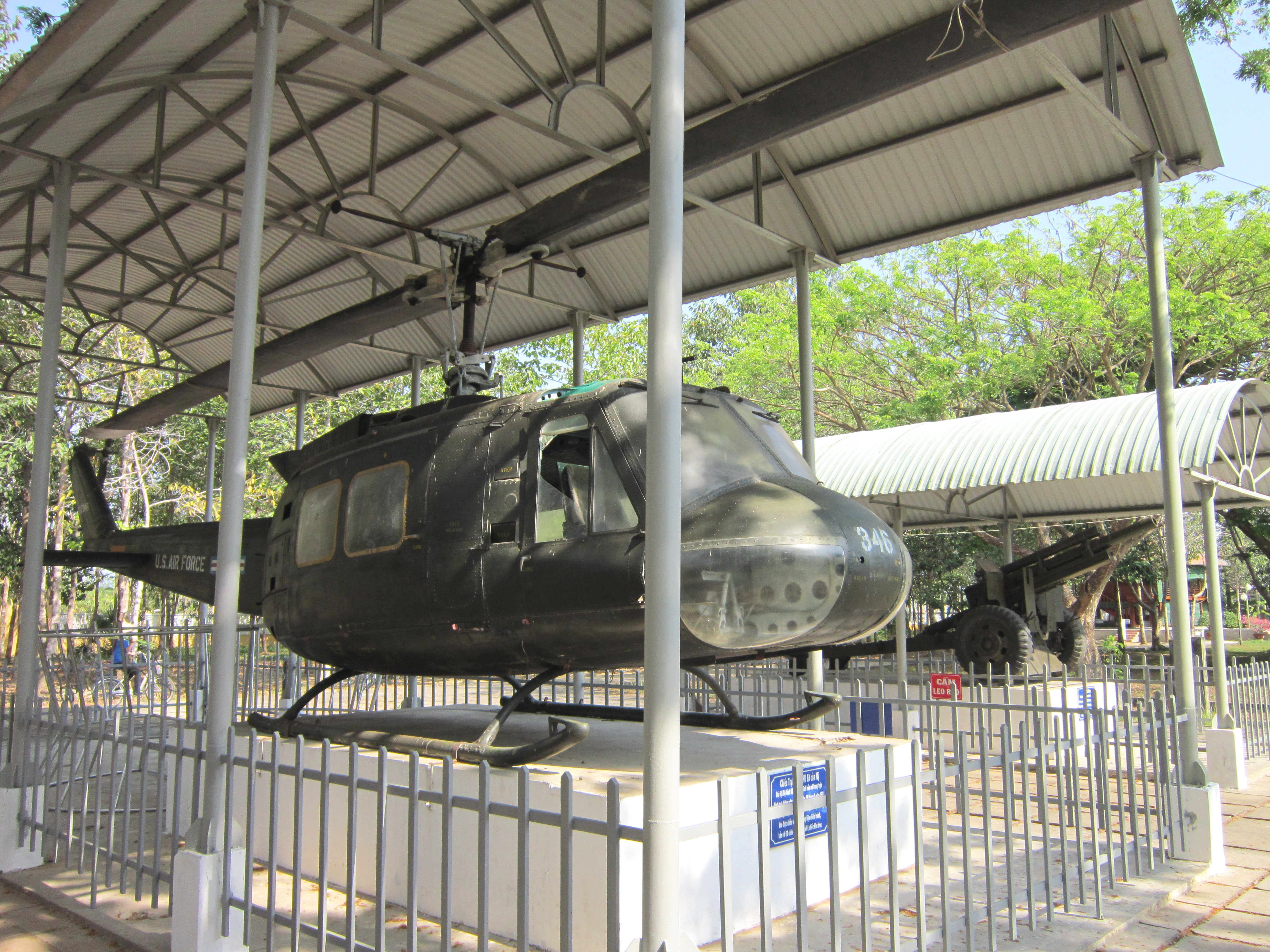
Nhà trưng bày máy bay và súng pháo của đối phương trong khu đền thờ.